# Мунсон (ван Сілли)
Мунсон (кор. 문성, 文聖, Munseong, Munsŏng; пом. 857) — корейський правитель, сорок шостий володар (ван) держави Сілла (сімнадцятий ван об'єднаної Сілли).

## Біографія
Був старшим сином вана Сінму. Зійшов на трон після смерті батька 839 року.
Період правління Мунсона був типовим для доби пізньої об'єднаної Сілли, тобто, позначився численними повстаннями, змовами та придворними інтригами.
Перша частина його правління характеризується пожвавленням торгівля як з Японією, так і з китайською династією Тан. Такий стан справ пояснювався надійною охороною торгових шляхів корейським воєначальником Джан Бого.
Помер 857 року. Після смерті Мунсона трон зайняв його дядько Хонан.